# Tajemnicza lokatorka
Tajemnicza lokatorka (ang. The Adventure of the Veiled Lodger) – jedno z opowiadań o Sherlocku Holmesie, napisane przez angielskiego autora powieści detektywistycznych sir Arthura Conana Doyle’a. Pierwsza publikacja w  „Liberty” (styczeń 1927, ilustracje Frederic Dorr Steele), druga w The Strand Magazine (luty 1927, ilustracje Frank Wiles), trzecia w tomie Księga przypadków Sherlocka Holmesa (czerwiec 1927 roku).
Inny tytuł Lokatorka w woalce.

## Fabuła
Do gabinetu Sherlocka Holmesa i doktora Johna Watsona przybywa pani Merrilow. Chce ona poznać tajemnice swojej lokatorki, madame Rodner, ukrywającej twarz za woalką. Obaj czym prędzej przyjeżdżają do wynajmowanego przez nią mieszkania. Na jaw wychodzi tragiczna historia miłości i śmierci dwóch ukochanych tytułowej lokatorki. Z opowieści kobiety wynika, że jej mąż, właściciel cyrku, został zabity przez lwa, ona sama została przez zwierzę zraniona w twarz, a jej kochanek utonął jakiś czas później. Sherlockowi udaje się jednak pozyskać zaufanie kobiety, która zwierza mu się. Okazuje się, że pan Rodner był człowiekiem apodyktycznym i nie stronił od przemocy. Znęcał się nad swoją żoną. Z tego powodu pani Rodner razem z kochankiem, siłaczem Leonardem, uknuła  przeciw niemu intrygę. Leonardo skonstruował specjalną maczugę imitującą lwią łapę, aby zadać panu Rodnerowi cios w głowę, zaś pani Rodner miała w tym momencie wypuścić zwierzę z klatki, by upozorować nieszczęśliwy wypadek. Gdy jednak kochanek zabił zarządcę cyrku, lew zwietrzył krew i rzucił się na Rodnerową, którą z niemałym trudem odratowano. Leonardo zbiegł i nigdy więcej go nie widziała. Ostatnio przeczytała w prasie o jego śmierci.
Pani Rodner chce popełnić samobójstwo, detektyw odwodzi ją od tego. 
Moje życie nie może się przydać nikomu - mówi lokatorka.
Skąd ta pewność? Przykład cierpliwości i pokory w cierpieniu jest sam w sobie najcenniejszą z nauk dla tego niecierpliwego świata - odpowiada Holmes.